# Käthe Paulus
Katharina „Käthe“  Paulus (auch Käthchen; * 22. Dezember 1868 als Katharina Funk in Zellhausen bei Seligenstadt; † 26. Juli 1935 in Berlin) war die erste deutsche Berufsluftschifferin, Luftakrobatin und Erfinderin des zusammenlegbaren Fallschirms. Als „Luftschiffer“ wurden damals alle Beteiligten an der Leichter-als-Luft-Technik, also auch Ballonfahrer, z. B. Feldluftschiffer bezeichnet.

## Leben

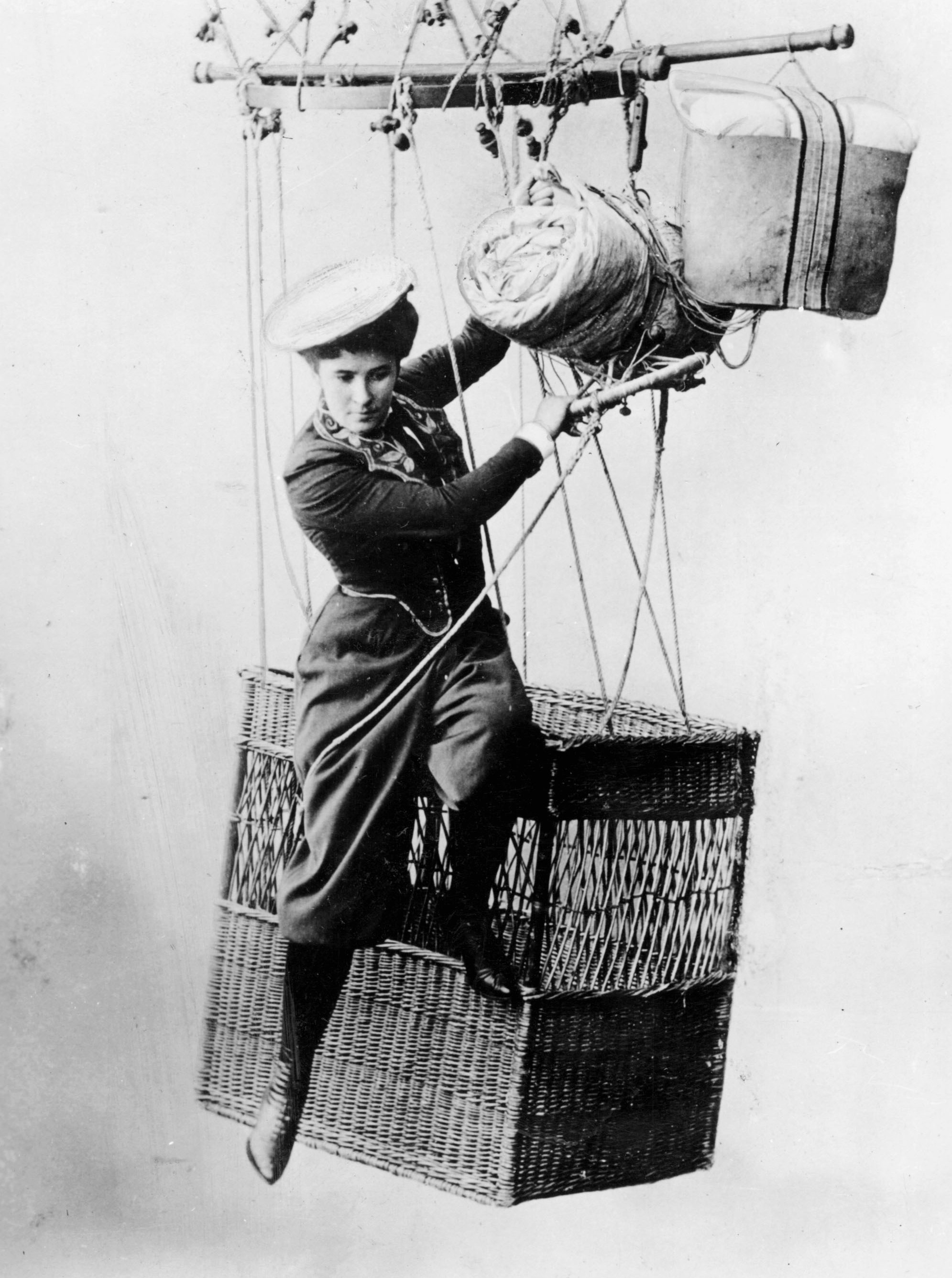
Fotomontage ca. 1890: Käthe Paulus im Ballon mit Fallschirm

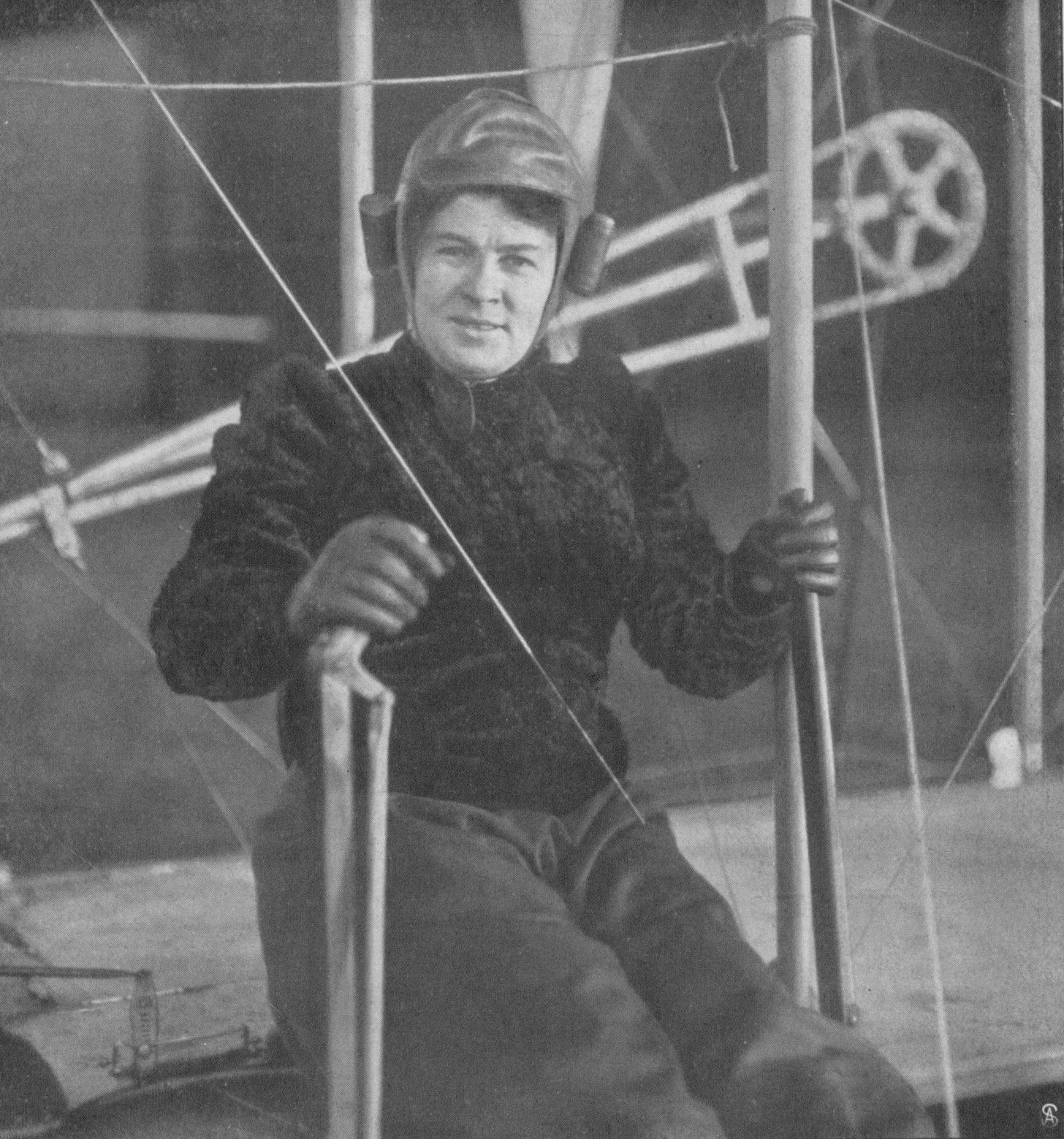
Luftschifferin Käthe Paulus auf einer Wright-Flugmaschine (1910)

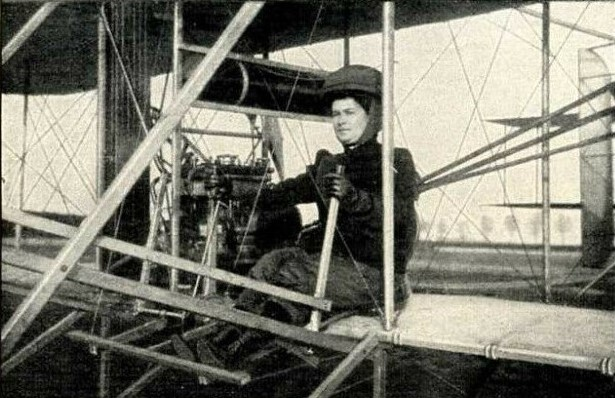
Luftschifferin Käthe Paulus auf einer Wright-Flugmaschine (1910)

Katharina „Käthchen“ Paulus war die Tochter von Anna Maria Funk (1846–1922). Die Mutter heiratete 1874 den aus Beerfelden stammenden Schmied Wilhelm Paulus (1848–1887), der das Kind adoptierte. Die Familie lebte in ärmlichen Verhältnissen. 1876 zog sie nach Oberrad, 1878 nach Frankfurt am Main, wo ihr Vater als Tagelöhner arbeitete. Von etwa 1884 bis 1889 lebte die Familie in Darmstadt, wo der Vater bis zu seinem frühen Tod eine feste Anstellung als Maschinenheizer hatte.
Paulus lernte nach dem Besuch der Volksschule den Schneiderberuf und arbeitete als Näherin in einer Werkstatt für Damenbekleidung. 1889 zog sie mit ihrer Mutter nach Frankfurt zurück. Paulus hatte schon in jungen Jahren einen Hang zur Akrobatik. So wollte sie beispielsweise auf einem über den Haushof gespannten Seil das Seiltanzen erlernen. Sie durfte als Kind jedoch nicht einmal Schlittschuhlaufen, weil ihre Mutter das für zu gefährlich hielt. 1890 bis 1895 lebte sie mit ihrer Mutter in der Waldschmidtstraße im Frankfurter Ostend in der Nähe des Zoologischen Gartens. 1906 zog sie an den Blücherplatz 1.

### Erste Aufstiege und Absprünge
Während eines Kuraufenthaltes in Wiesbaden lernte sie am 21. Juni 1889 den Ballonfahrer Hermann Lattemann kennen. Er begeisterte sie für die Luftschifffahrt und wurde ihr Lebenspartner. Am 7. März 1891 kam in Frankfurt am Main ihr Sohn, Willy Hermann Paulus (1891–1895), zur Welt.
Auf Paulus Wunsch hin lehrte Lattemann sie die Kunst des Ballonfahrens und des Fallschirmsprungs. Angeblich wagte sie den ersten Fallschirmsprung, „um auf ihren Verlobten, dem berühmten deutschen Aeronauten Lattemann, die Aufmerksamkeit der Menge zu lenken, die damals hinsichtlich der Luftschiffahrt überhaupt in stärkster Abnahme begriffen war“. Die gelernte Näherin unterstützte ihn bei der Herstellung und Reparatur von Ballonen und Fallschirmen. „Auf diese Weise wurde ich mit den technischen Hilfsmitteln, die mit der peinlichsten Vorsicht und Sorgfalt angefertigt werden müssen, vertraut.“
Am 19. Juli 1893 durfte sie in Nürnberg erstmals mit Lattemann und einem Passagier im Ballon aufsteigen. Nach Lattemanns Fallschirmabsprung musste sie Ballon und Passagier sicher zu Boden bringen. Aufgrund einer Fehlbedienung der Ventile stieg der Ballon auf 3500 m, bevor er mit hoher Geschwindigkeit sank. Bei der Landung musste sie im letzten Moment einem D-Zug ausweichen. „Ich schlug mir den Schädel blutig. Aber was tat das alles gegenüber dem stolzen Bewußtsein, daß im großen und ganzen die Sache geklappt hatte.“
Vier Tage später wagte sie bei Regen in Elberfeld (heute zu Wuppertal) ihren ersten Absprung mit dem Fallschirm. Sie gilt damit als erste deutsche Fallschirmspringerin. Lattemann und Paulus zogen im folgenden Jahr mit ihren aeronautischen Vorführungen gemeinsam von Stadt zu Stadt.
Am 17. Juni 1894 stiegen Paulus und Lattemann in Krefeld mit dem Ballon auf. Sie sollte abspringen, und Lattemann wollte anschließend den Ballon in einen Fallschirm verwandeln und damit sanft zur Erde gleiten. Nachdem Paulus abgesprungen war und sich ihr Schirm geöffnet hatte, zog Lattemann an der Leine. Der Ballon reagierte jedoch nicht wie geplant, sondern drehte sich zusammen und stürzte zur Erde. Keine zehn Meter entfernt musste Paulus hilflos am Fallschirm hängend zusehen, wie ihr Partner zu Tode stürzte. „Ich hing am Schirm, ohne helfen zu können, während er in rasender Fahrt, die Hülle wie ein umgedrehter Regenschirm nachflatternd, in die Tiefe stürzte. Alles war dumpf. Als ich landete, hatten sie ihn schon tot in einer Straße von Krefeld gefunden. Es war sehr schwer.“ Paulus erlitt einen schweren Schock sowie einen Nervenzusammenbruch.

### Erste professionelle Luftschifferin Deutschlands

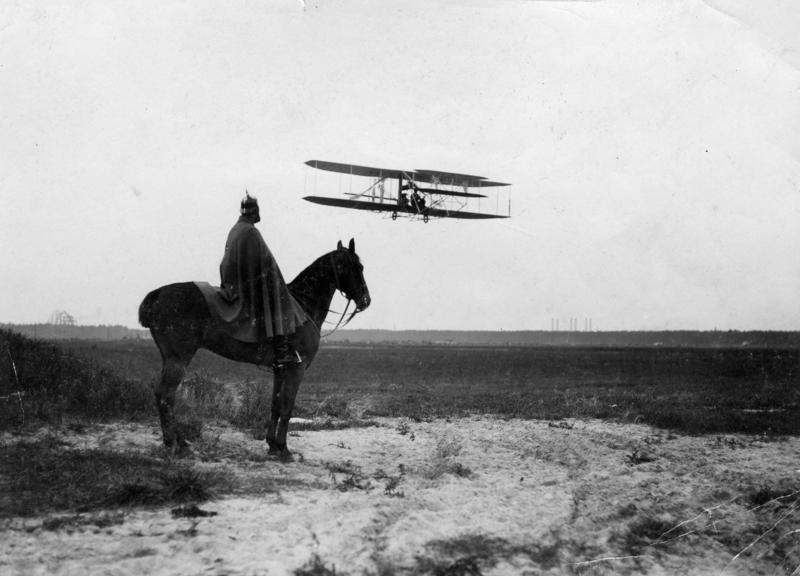
Paul Engelhard im Flug, Johannisthal bei Berlin, 12. August 1910

In den folgenden Jahren baute sie sich allein eine unternehmerische Existenz als Luftakrobatin auf. Im Juli 1895 starb ihr Sohn an Diphtherie. Ausgehend von Frankfurt, wo sie bis 1912 lebte und ab 1894 regelmäßig sonntags vom Zoo aus mit dem Ballon aufstieg, vermarktete sie sich unter dem Künstlernamen Miss Polly erfolgreich europaweit. Insgesamt stieg sie 516-mal in einem Ballon auf, 147-mal stürzte sie sich mit ihrem Fallschirm in die Tiefe. Ihre Aufstiege stießen auf ein enormes Publikumsinteresse: einmal verkaufte sie fast 20.000 Eintrittskarten. Viele Auftritte dienten Werbezwecken, so beispielsweise im Juni 1899 mit einem Fahrrad-Luftballon für die Adlerwerke. Bei vielen Auftritten trug sie publikumswirksam einen Matrosenanzug, Pluderhosen, dazu enge Lackgamaschen und schwarze Schnürstiefel. Ihr spektakulärstes Kunststück war der von ihr erfundene Doppelabsturz, bei dem sie sich vom Ballon löste, worauf ein erster Fallschirm aufging, von dem sie sich wiederum für einige Momente löste, bis ein zweiter Schirm aufging. Während ihrer gesamten Karriere hatte sie – bis auf einen Beinbruch – keinen ernsthaften Unfall.
Am 29. Mai 1903 wollte sie im Vergnügungspark Venedig in Wien um 18.00 Uhr mit ihrem Ballon starten. 
Die Aeronautin wollte „während der Fahrt auf einem Trapez [schweben und] von hier aus den Ballon, der keine Gondel besitzt“, lenken. Jedoch wurde die Fahrt polizeilich verboten, denn die behördliche Prüfungskommission „beanstandete den beengten Raum, und ihr Gutachten ging dahin, daß die verschiedenen Beleuchtungs-Candelaber beim Aufstiege für die Luftschifferin gefährlich werden können. Es wurde die Befürchtung ausgesprochen, der Ballon könnte beim Loslassen stark pendeln und Fräulein Paulus dabei einen Unfall erleiden.“
Ende Juli 1904 stieg sie mit ihrem Ballon in Bingen auf und wollte auf der Rüdesheimer Bleiche landen. Jedoch wurde sie nach Süden abgetrieben und ging „unterhalb des Winterhafens bei Rüdesheim mitten im Rhein nieder. Einige in der Nähe befindliche Schiffer eilten der kühnen Aeronautin mit ihren Nachen eiligst zur Hülfe und führten den noch aufgeblähten Ballon nach dem linken Rheinufer zurück.“
Über eine Ballonfahrt in Frankfurt im Jahre 1907 wurde berichtet:

„Käthe Paulus, die wohlbekannte deutsche Berufsluftschifferin, hatte kürzlich ein wässeriges Abenteuer. Hierüber berichtet der »Frankfurter Generalanzeiger«: »Sonntag den 26. Mai, nachmittags 6 Uhr, unternahm wieder Fräulein Käthchen Paulus vom Zoologischen Garten aus einen Ballonaufstieg. Sie benutzte dazu keinen Korb, sondern stand während der Fahrt auf einem Drachen, der an dem Ballon befestigt ist. In einer Höhe von etwa 80 m wurde der Ballon erst in nordöstlicher Richtung davongetrieben. Nach einer glücklichen Fahrt von 40 Minuten wollte Fräulein Paulus in der Nähe von Seligenstadt landen. Wegen des starken Windes ging die Landung jedoch nicht so glatt von statten, und da der Main dort mehrere Krümmungen macht, wurde der Ballon zwischen Groß- und Klein-Welzelm [sic!; gemeint ist Klein-Welzheim] bald an das rechte, bald an das linke Ufer geworfen und geschleift. Schließlich geriet die kühne Luftschifferin, die vergebens auf einige Leute am Ufer wartete, in den Main und mußte bis an die Brust im Wasser schwimmen. Dabei hielt sie natürlich noch die gasgefüllte Ballonhülle, die vollständig unbeschädigt blieb, über Wasser, bis endlich die Hilfe kam, so daß der Ballon ans Ufer gezogen werden konnte. Nachdem die beherzte Dame ihren Ballon in Sicherheit gebracht und sich von dem kühlen Bade einigermaßen erholt hatte, konnte sie die Rückreise antreten und sich noch kurz vor 11 Uhr dem Publikum im Zoologischen Garten zeigen.«“

1911 wurde sie nach einer Ballonfahrt vom Amtsgericht Wöllstein wegen Feldfrevels zu 15 ℳ wegen Flurschadens sowie 3 ℳ Geldstrafe bzw. ersatzweise zwei Tage Haft verurteilt. Der deutsche Luftfahrer-Verband richtete eine Eingabe an den hessischen Justizminister zwecks Aufhebung der Strafe, was schließlich geschah.
Paulus stellte alle ihre Ballone und Fallschirme selbst her. Bei der Internationalen Luftschiffahrt-Ausstellung 1909 war sie mit einem eigenen Verkaufsstand vertreten.
Im Jahre 1910 nahm sie in Berlin-Johannisthal Unterricht auf einem Wright-Flugzeug. Als 41-Jährige erwarb sie eine Blériot-Flugmaschine und nahm Flugstunden beim bekannten Fluglehrer Paul Engelhard. Als dieser jedoch bei einem Absturz ums Leben kam, verzichtete sie auf eine weitere Ausbildung und auf die Fluglizenz.

### Erster Weltkrieg und Fallschirmproduktion

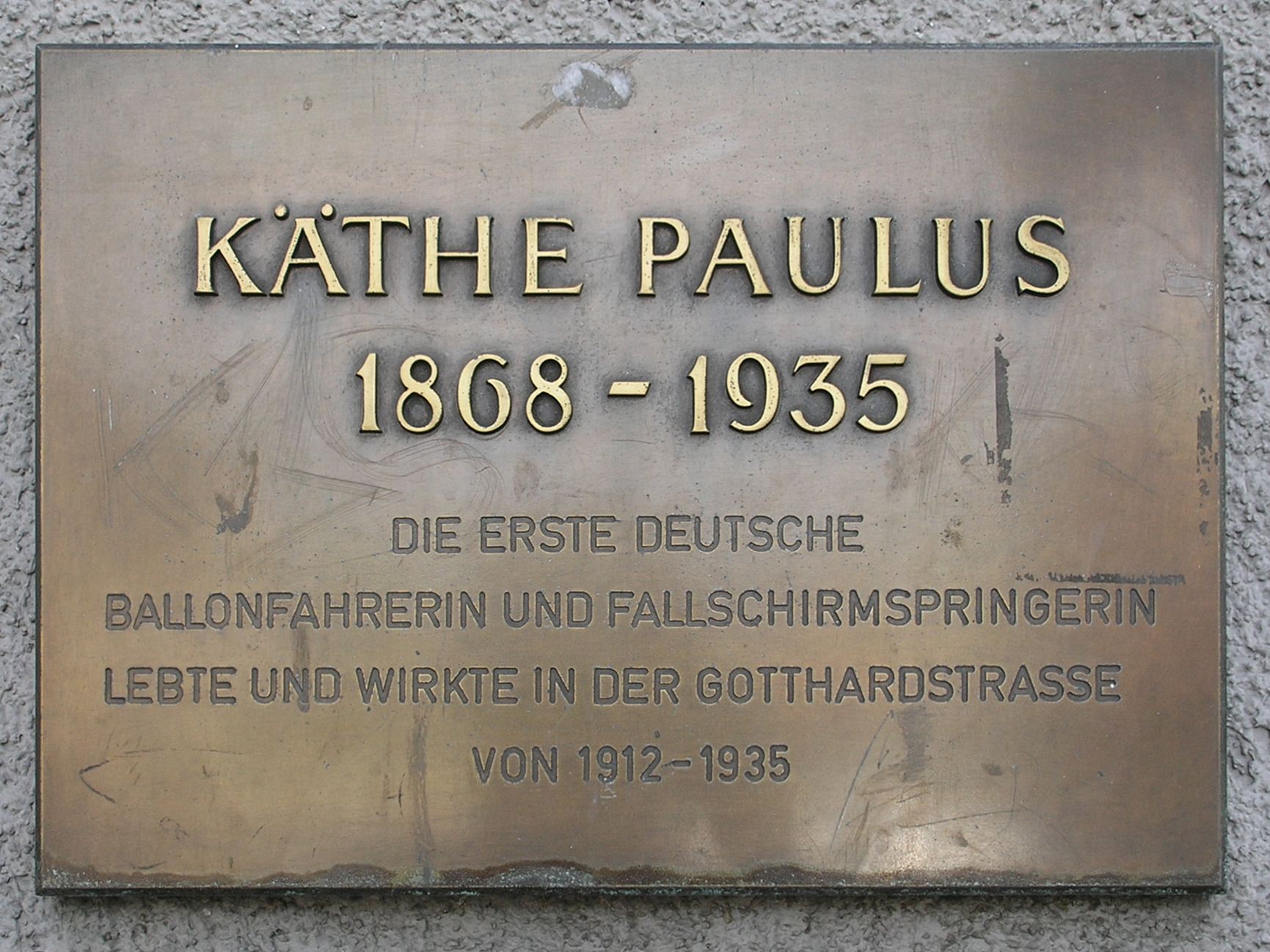
Gedenktafel am Haus Gotthardstraße 105, in Berlin-Reinickendorf

1912 übersiedelte Paulus mit ihrer Mutter nach Berlin, um sich im Auftrag der preußischen Heeresverwaltung auf die Produktion von Aufklärungsballons und Fallschirmen zu konzentrieren. Die aktive Ballonfahrt gab sie spätestens mit Beginn des Ersten Weltkriegs im Juli 1914 auf.
Ausgelöst durch Lattemanns Unfalltod hatte Paulus den heute gebräuchlichen Paketfallschirm entwickelt, der deutlich sicherer als die früher üblichen Wickelfallschirme war. Zur Zeit des Ersten Weltkriegs galt sie als Expertin Deutschlands und beste Ratgeberin der Ballonaufklärer-Truppen. Ab 1915 produzierte sie in ihrer Werkstatt rund 1000 Ballonhüllen. Aber erst 1916 begannen sich die Behörden überhaupt für Fallschirmfragen zu interessieren.
Ab Sommer 1916 fertigte sie in ihrer Wohnung im Auftrag des Preußischen Kriegsministeriums die von ihr erfundenen Paketfallschirme und die dazugehörigen Hüllen. Später, als sich die Produktion vergrößerte, schnitt sie den Stoff zu und ließ die Schirme von Heimarbeiterinnen nähen. „So habe ich bis Kriegsende etwa 7000 Fallschirme geliefert. Welche Arbeit hierzu gehörte, geht daraus hervor, dass ich wöchentlich etwa 125 Fallschirme lieferte, je Woche etwa 20.000 Meter Stoff zuschneiden musste; denn diese Arbeit selbst auszuführen, ließ ich mir, angesichts ihrer Wichtigkeit, nicht nehmen.“
Nachdem aufgrund der kriegsbedingten Mangelwirtschaft keine Seide mehr erhältlich war, musste Paulus auf andere Materialien ausweichen. Ihre Fallschirme retteten unter anderem während der Schlacht um Verdun zwanzig Ballonaufklärern das Leben. 1917 wurde sie mit dem Verdienstkreuz für Kriegshilfe geehrt.

### Nach dem Krieg
Mit dem Ende des Ersten Weltkrieges und dem Friedensvertrag von Versailles kam die Luftfahrt in Deutschland zum Erliegen. Paulus führte eine bescheidene Existenz als Rentnerin in ihrer Wohnung in Reinickendorf, bis zu deren Tod 1922 zusammen mit ihrer Mutter. Ihr durch die Ballonfahrten erarbeitetes und in Kriegsanleihen investiertes Vermögen ging durch die Inflation verloren.
Als Fliegen für deutsche Staatsbürger wieder möglich wurde, nahm sie oft als Zuschauerin und Ehrengast an Flugtagen und Flugschauen teil. Sie spendete persönliche Erinnerungsstücke wie ihre Sprungkleidung, ihre Ballongondel oder ihren Doppelfallschirm der Deutschen Luftfahrtsammlung Berlin, die 1932 auf dem Flugplatz Johannisthal eingerichtet wurde.

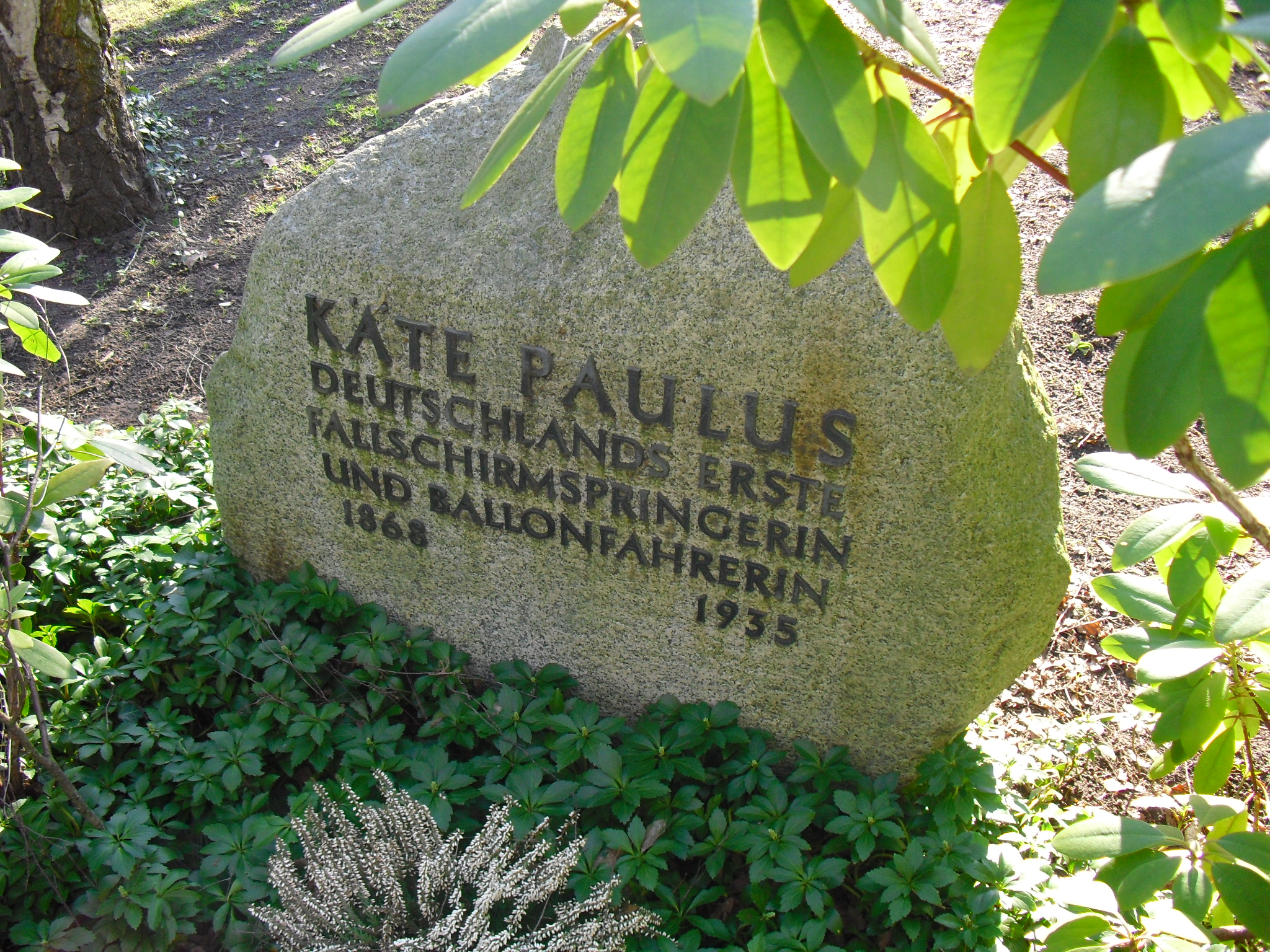
Ehrengrab auf dem Dankes-Friedhof in Berlin-Reinickendorf

Käthe Paulus starb nach längerer Krebserkrankung am 26. Juli 1935 im Alter von 66 Jahren in Berlin. Bei ihrer Beisetzung auf dem Friedhof der evangelischen Gemeinde der Dankeskirche Wedding in Reinickendorf waren nur wenige Trauergäste anwesend, darunter jedoch die Fliegerinnen Elly Beinhorn und Hanna Reitsch, die ihre Pionierinnenarbeit für fliegende Frauen sehr zu schätzen wussten. Auf dem Grabstein wird die Kurzform ihres Vornamens Käte verwendet.

## Ehrungen
- Auf Beschluss des Berliner Senats ist die letzte Ruhestätte von Käthe Paulus auf dem Dankes-Friedhof (Grablage: D-2-32) seit 1970 als Ehrengrab des Landes Berlin gewidmet. Die Widmung wurde zuletzt im Jahr 2021 um die übliche Frist von zwanzig Jahren verlängert.[12]
- Straßenbenennungen im Berliner Stadtteil Gatow sowie in Falkensee und Bernau als Käthe-Paulus-Straße und seit 2005 als Katharina-Paulus-Straße im Berliner Stadtteil Moabit auf dem ULAP-Gelände.
- In ihrem Geburtsort Zellhausen gibt es eine Käthchen-Paulus-Straße und die Käthe-Paulus-Grundschule.
- Auf dem ehemaligen Flughafen Rebstock in Bockenheim ist die Käthchen-Paulus-Straße nach ihr benannt, ebenso in Beerfelden im Odenwald, dem Geburtsort ihres Vaters.
- In Hildesheim und in Sarstedt (Niedersachsen) gibt es im Industriegebiet ebenfalls eine Käthe-Paulus-Straße.
- In Eschborn bei Frankfurt gibt es im Industriegebiet nahe einem ehemaligen Flugplatz, jetzt Arboretum Main-Taunus, eine Katharina-Paulus-Straße.
- In Köln, auf dem Gelände des ehemaligen Flugplatzes Butzweilerhof, gibt es die Käthe-Paulus-Straße.
- Am 24. August 2011 beschloss die Gemeindevertretung der Gemeinde Schönefeld, eine Straße im Eingangsbereich des Flughafens Berlin Brandenburg nach Käthe Paulus zu benennen.[13]
- Die Landeshauptstadt Hannover beschloss 2019, einen Platz im neuen Wohngebiet Kronsrode im Stadtbezirk Kirchrode-Bemerode-Wülferode nach ihr zu benennen.[14]
- Im Juli 2024 wurde die Aufnahme in die International Skydiving Hall of Fame im September 2024 bekannt gegeben[15]

## Schriften
- Käthe Paulus: Wie ich zum Fallschirmspringen kam. In: Siegfried Winter (Hrsg.): Das große Fliegerbuch. Vom ersten Menschenflug zur Weltraumfahrt. Ensslin & Laiblin, Reutlingen 1955, DNB 455699984, S. 97–99.